# Miroslav Raab
Miroslav Raab (* 20. srpna 1938, Únanov) je český polymerní fyzik, vysokoškolský pedagog a popularizátor vědy.

## Život
Miroslav Raab se narodil 20. srpna 1938 v Únanově u Znojma. Jeho matka Olga, rozená Dvořáková, byla dcerou Theodora Dvořáka, který až do roku 1950 spravoval velkostatek v Únanově jako jeden z jeho vlastníků. Otec, JUDr. Miroslav Raab, vykonával různá právnická povolání, od okresního soudce ve Znojmě až po vedoucího právního oddělení ČSAD Brno. Miroslav Raab mladší zdědil po otci vztah hudbě a výtvarnému umění, ale ve škole nešel přímo v otcových stopách. Bavila ho historie, literatura a přírodní vědy. Maturoval na jedenáctiletce ve Znojmě roku 1956 a v roce 1961 dokončil studium fyziky pevných látek a pedagogiky na Přírodovědecké fakultě MU v Brně. Po promoci byl dva roky na vojně a v roce 1963 nastoupil do Ústavu makromolekulární chemie AV ČR v Praze. V roce 1968 na Matematicko-fyzikální fakultě Univerzity Karlovy v Praze obhájil dizertaci o mechanické pevnosti hydrogelů. Počátkem normalizace inicioval v ÚMCH výstavní činnost, díky níž zde mohla vystavovat řada vynikajících autorů. Zaměstnancem ústavu zůstal až do odchodu do důchodu.
V roce 1975 se oženil s Evou Panochovou, inženýrkou chemie. Narodily se jim dvě dcery: Eva (* 1976) a Jana (* 1978).
Byl na zahraničních pobytech v USA, Francii, Itálii, Nizozemí a v Sovětském svazu. Spolu s vědeckým výzkumem polymerů se věnoval výchově studentů; šest postgraduálních studentů dovedl k úspěšné obhajobě dizertační práce. Třikrát byl předsedou mezinárodních konferencí o polymerech (Prague Meetings on Macromolecules) : Mechanismy pevnosti a houževnatosti polymerů (1990), Mechanické chování polymerních materiálů (1998), Současné a budoucí trendy v polymerních materiálech (2005). Přednášel obor „Nauka o materiálech“ na Fakultě technologické ve Zlíně, která byla do roku 2001 součástí Vysokého učení technického v Brně. V roce 1997 se stal docentem VUT Brno a roku 2005 ho na doporučení Vědecké rady Univerzity Tomáše Bati ve Zlíně prezident Václav Klaus jmenoval profesorem.
Od roku 2006 je v důchodu, stále však spolupracuje se svým mateřským ústavem, s vysokými i středními školami. Od roku 2002 se věnuje také molekulární gastronomii, mezioborové vědě na rozhraní mezi potravinářskou chemií a praktickým vařením. Tento obor vyučoval na Vysoké škole hotelové v Praze 8 a propaguje ho při různých příležitostech.
Kromě patentů, vědeckých publikací, skript a kapitol v monografiích uveřejnil řadu populárních článků v češtině a několikrát vystoupil v rozhlase a v televizi. Je autorem knih Materiály a člověk (1999, 2020), Molekulární kuchyně (2014, 2016) a Lidé kolem stolu aneb Úvod do mezilidské chemie (2022).
V roce 2009 mu ředitel Ústavu makromolekulární chemie AV ČR udělil pamětní list k 50. výročí založení ústavu. Ocenil jeho zásluhy o šíření dobrého obrazu makromolekulární vědy, propagaci ústavu a vytvoření loga ústavu. V říjnu 2013 získal cenu předsedy Akademie věd České republiky za propagaci výzkumu, experimentálního vývoje a inovací. Mezi jeho koníčky patří historie. O historii Znojma, městu svého mládí, píše do místních novin. Noviny Znojemský týden uveřejňují nepravidelně jeho texty o znojemské historické architektuře a magii města.